# Козікувка
Козікувка (пол. Kozikówka) — село в Польщі, у гміні Паженчев Зґерського повіту Лодзинського воєводства.